# 小行星8818
小行星8818（8818 Hermannbondi）是一颗围绕太阳公转的小行星。1985年9月5日，亨利·德波鸿诺在拉西拉天文台发现了此天体。
这颗小行星的绝对星等为247.8731206850289等。